# Сойо-Мару
Сойо-Мару (Soyo Maru) — судно, яке під час Другої світової війни взяло участь у операціях японських збройних сил на Філіппінах та в Мікронезії.
Сойо-Мару спорудили в 1931 році на верфі Asano Shipbuilding у Цурумі на замовлення компанії Toyo Kisen.
У 1937 році на тлі Другої японо-китайської війни судно реквізували для потреб Імперської армії Японії. Відомо, що в кінці серпня — на початку вересня Сойо-Мару здійснило рейс із японського порта Моджі в район Шанхаю для доставки танкової роти. У грудні 1937-го судно повернули цивільному власникові.
15 травня 1939-го Сойо-Мару реквізували для потреб Імперського флоту Японії та спершу призначили для використання як військовий транспорт. З червня 1939 по вересень 1940 судно багаторазово виконувало завдання біля узбережжя Південного Китаю, а у грудні 1940 — червні 1941 здійснило три походи до Мікронезії (японські підмандатні території). У липні та вересні 1941-го Сойо-Мару працювало в корейських водах, а з 3 по 24 жовтня пройшло певну модернізацію для служби у військовому флоті на верфі Sanoyasu Senkyo в Осаці (є відомості, що воно призначалось для використання як плавуча база підводних човнів). У листопаді Сойо-Мару доставило на Палау (західні Каролінські острови) обладнання однієї з флотилій базової авіації ВМФ.
Протягом грудня 1941 — січня 1942 Сойо-Мару працювало біля узбережжя Південного Китаю, а в середині лютого перейшло до Давао (південне узбережжя філіппінського острова Мінданао) та залишалось у цьому регіоні два місяці.
У другій половині квітня 1942-го Сойо-Мару пройшло до Японії, а з 31 травня по 23 липня здійснило рейс до Мікронезії, під час якого відвідало Сайпан (Маріанські острови), атоли Вотьє, Малоелап, Джалуїт та Кваджелейн (Маршаллові острова). З 6 серпня по 11 жовтня судно здійснило ще один рейс у Мікронезію та побувало на Вотьє й атолі Кваджелейн (у центральній частині Каролінських островів, де була головна база Імперського флоту в Океанії).
У наступні кілька місяців Сойо-Мару неодноразово відвідувало Трук. Так, відомо, що 23 жовтня — 2 листопада 1942-го воно пройшло туди з Сасебо. 25 січня — 4 лютого 1943-го судно здійснило перехід до Куре, не пізніше квітня знову було на Труці, а 15—23 квітня вчергове пройшло до Куре.
З другої половини травня та до кінця липня 1943-го Сойо-Мару працювало в Мікронезії. Зокрема, відомо, що воно здійснило тут рейси у складі конвоїв № 3515 (Йокосука — Трук, 16—26 травня), № 5283 (Трук — Джалуїт — Кваджелейн, 27 травня — 2 червня), № 4821 (Трук — Йокосука, 21—29 серпня).
26 жовтня — 9 листопада 1943-го Сойо-Мару знову здійснило перехід на Трук у конвої № 3026, а 5 грудня попрямувало назад до Йокосуки в конвої № 4205B, який 7 грудня атакував американський підводний човен USS Pogy. У машинне відділення «Сойо-Мару» влучила торпеда, судно втратило хід, а на борту виникла пожежа. Її зрештою ліквідували, проте вночі 8 грудня «Сойо-Мару» затонуло, загинули 35 членів екіпажу та 7 пасажирів.